# Double Dragon Advance
Double Dragon Advance (ダブルドラゴンアドバンス?, Daburu Doragon Adobansu) è un videogioco picchiaduro a scorrimento del 2003 pubblicato per Game Boy Advance. È stato pubblicato dalla Atlus e sviluppato dalla Million Inc. È un remake del videogioco per arcade del 1987 Double Dragon, a cui sono stati aggiunti elementi dei titoli successivi della serie.

## Modalità di gioco
Come nel videogioco originale, il giocatore ha la possibilità di controllare l'artista marziale Billy Lee, o suo fratello Jimmy, e deve combattere contro i malvagi membri della Shadow Warriors che incontrerà lungo la strada che dovrà affrontare per poter salvare Marian, la fidanzata di Billy. Double Dragon Advance può essere giocato da uno o da due giocatori attraverso il Game Link Cable. Una terza modalità di gioco permette ad un unico giocatore di controllare entrambi i fratelli Lee. In questa modalità il giocatore controlla effettivamente uno solo dei due personaggi, mentre l'altro rimane fermo all'angolo dello schermo ed interviene soltanto quando il giocatore decide di cambiare personaggio. Esiste anche una modalità "Survival" nel quale il giocatore deve sconfiggere quanti più avversari possibili con una sola vita.
Il titolo include tutte le tecniche presenti nel gioco originale, oltre ad alcune inedite,  altre introdotte nei capitoli successivi del gioco (come l'Hyper Uppercut e l'Hyper Knee tratti dalla versione per NES di Double Dragon II: The Revenge), ed altre ancora "prese" da altri giochi della Technos come Renegade e The Combatribes (come il sit-on-punch ed il jump stomp, rispettivamente). Sono state inoltre aggiunte nuove armi, fra cui i nunchaku e l'escrima.
Sono stati aggiunti anche quattro nuovi livelli, tutti posizionati fra quelli originali della versione arcade. Questi nuovi livelli, ne includono uno ambientato a Chinatown, un combattimento sul tetto di un camion (entrambi ispirati a Super Double Dragon), un livello ambientato in una caverna (simile a quello del primo gioco per NES), ed uno ambientato in una fortezza, prima del livello finale (ispirato al livello finale di Double Dragon II: The Revenge, con incluso il boss finale del suddetto gioco, Raymond). La maggior parte dei personaggi nemici dei primi due videogiochi arcade sono stati inclusi in questo titolo, insieme ad alcuni nuovi creati appositamente come i Twin Tigers Hong e Huang, Kikucho ed i Five Emperors.